# Kiholmen

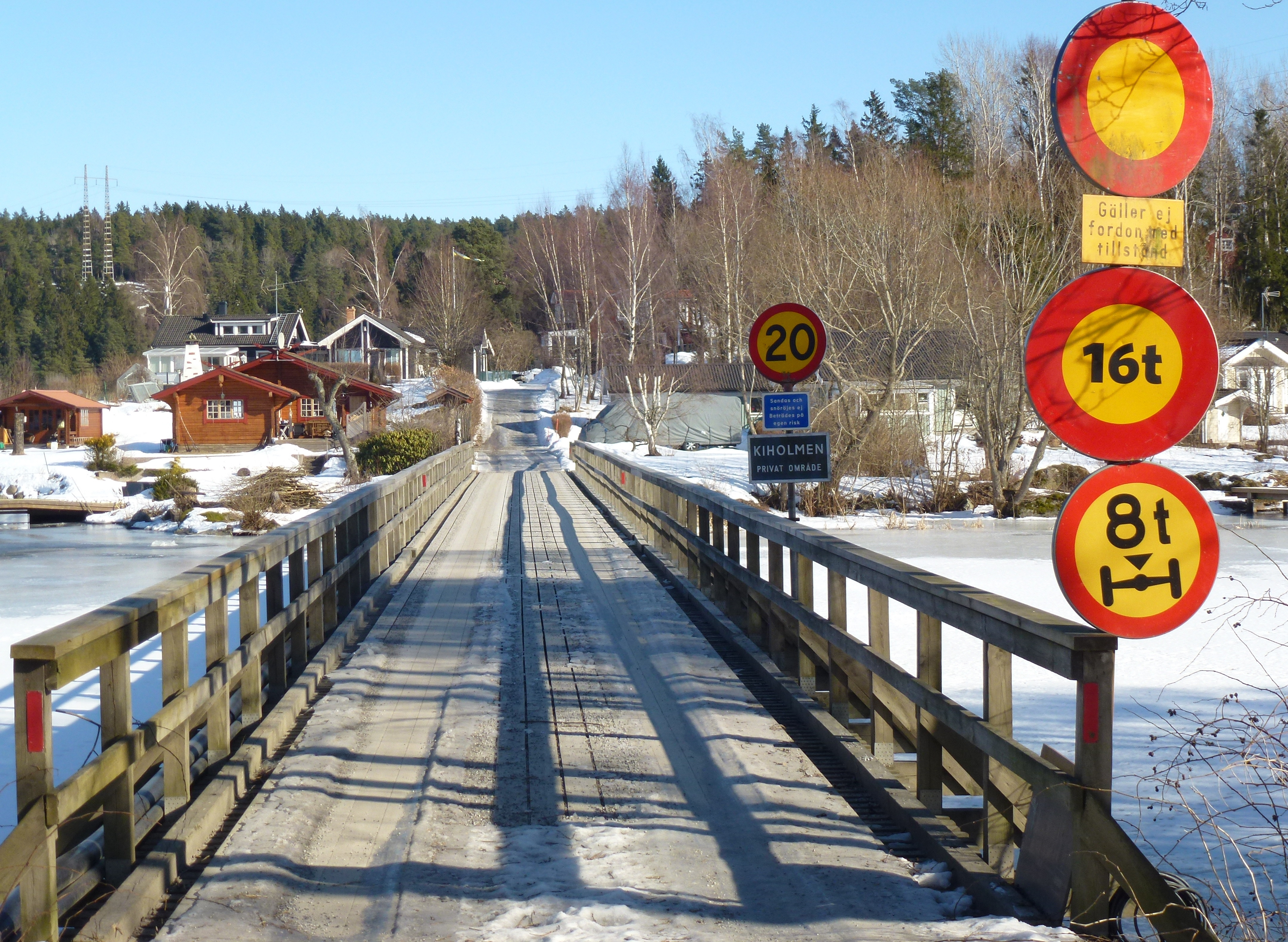
Bron till Kiholmen, mars 2013.

Kiholmen (äldre namn Kedjeholmen) är en ö i Södertäljeviken i Södertälje kommun.
Kiholmen är cirka 210 meter bred och 520 meter lång. Från norra delen leder en 60 meter träbro över Kiholmssundet till fastlandet. Norra delen är bebyggd med sommarstugor. På östra sidan  mot Södertäljeviken finns lämningar efter en forntida befästning. Ön Kiholmen gav intilliggande egendomen Kiholms gård sitt namn och här låg Kiholms tegelbruk fram till 1942.